# Galipea congestiflora
Galipea congestiflora är en vinruteväxtart som beskrevs av Pirani. Galipea congestiflora ingår i släktet Galipea och familjen vinruteväxter. Inga underarter finns listade i Catalogue of Life.